# Božidar Violić
Božidar Violić (Split, 4. lipnja 1931. - Zagreb, 30. studenoga 2020.) bio je hrvatski kazališni redatelj i filmski scenarist.

## Životopis
Diplomirao je romanistiku na Filozofskom fakultetu i režiju na Akademiji dramske umjetnosti u Zagrebu. Isprva je bio redatelj i dramaturg  na Radio Zagrebu, potom je bio stalni redatelj u Dramskom kazalištu »Gavella« (1959.–1972.), profesor glume i kazališne režije na Akademiji dramske umjetnosti (1958.–1977.), umjetnički ravnatelj, redatelj i dramaturg u Zagrebačkom kazalištu mladih od 1979. do umirovljenja 1999. godine.

## Književna djela
- Lica i sjene (1989., ponovljeno prošireno izdanje 2004)
- Isprika: ogledi i pamćenja (2008.)

## Nagrade
Dobitnik je Nagrade »Vladimir Nazor« za životno djelo 1994. godine

## Vanjske poveznice
- Hrvatska enciklopedija: Božidar Violić